# Potes pour la vie
Cet article concerne un épisode de South Park, pour les homonymes voir la page Best friends forever (homonymie)
Potes pour la vie (Best Friends Forever en version originale) est le quatrième épisode de la neuvième saison de la série animée South Park, ainsi que le 129e épisode de l'émission.

## Synopsis
Kenny obtient une PeuSeuPeu  et est très bon au jeu Paradis contre Enfer (Heaven vs Hell). Mais ce n'est qu'un test de Dieu qui cherche quelqu'un capable de sauver le paradis. Kenny meurt et apprend qu'il doit en contrôler les armées contre celle des enfers. Malheureusement, les médecins ressuscitent Kenny et le maintiennent  dans un état végétatif.

## Inspiration
Cet épisode est diffusé aux États-Unis le 30 mars 2005, la veille de la mort de Terri Schiavo. Terri Schiavo a été la cause d'une grande polémique au sujet de son euthanasie, puisqu'elle a été plongée dans un état végétatif à la suite d'un accident.

## Mort deKenny
À l'instar de Kenny se meurt, la mort de Kenny, un des gags récurrents de la série, est au centre de l'épisode. Ainsi, il meurt une première fois, écrasé par un camion puis, après avoir été mis dans état végétatif, Cartman se faisant passer pour son PPV demande à ce qu'on arrête de le maintenir ainsi pour récupérer sa console. La cour suprême demande à c qu'on lui enlève finalement la sonde. Stan et Kyle reprendront leurs phrases fétiches transformées en slogan lors d'une manifestation du comité de soutien de Kenny : Stan dit « Ne tuez pas Kenny ! » ce à quoi la foule répond « Espèces d'enfoirés ! ». La réplique sera de nouveau présente quand, à la fin de l'épisode, Kenny reviendra au paradis et où l'ange Michaël dira : « Oh mon Dieu, ils ont tué Kenny ! ». À noter aussi avec humour que Kenny commence son testament par « Dans l'éventualité très improbable où je décèderais… ».

## Réception
- Cet épisode a permis à South Park de remporter son premier Emmy Award devant les favoris Bob l'éponge et Samouraï Jack. C'est donc un des quatre dessins animés pour public adolescent à gagner ce prix avec Futurama, Les Simpson et King of the Hill.
- Pour des raisons de droits dans la VF, la PSP est appelée « Peuseupeu ». On retrouvera ça ultérieurement avec CNN où la chaine sera nommée QueNeuNeuNeu (le dernier N étant ajouté pour des raisons de droits sur le logo).